# Трайн, Хосе Висенте
Хосе Висенте Трайн, более известный как Висенте Трайн (Барселона, Испания, 19 декабря 1931 года) — испанский футболист. Выступал на позиции вратаря, большую часть своей карьеры провёл в «Эспаньоле» и «Реал Мадриде». Трижды выиграл трофей Саморы и стал чемпионом Европы в 1964 году со сборной Испании. Получил прозвище «Скобы» за умение надёжно фиксировать мяч.

## Клубная карьера
Родился в районе Грасия в Барселоне и делал свои первые шаги как футболист в клубе «Пенья Моралес». После некоторого времени с «Мольетом» в 1955 году перешёл в «Эспаньол».
Перейдя в «Эспаньол», Трайну пришлось конкурировать за место в составе с двукратным обладателем трофея Саморы Марселем Доминго и Мигелем Солером. Однако другой легендарный вратарь, Рикардо Самора, который как раз тогда тренировал «Эспаньол», дал Трайну возможность дебютировать в первом дивизионе в том же сезоне. Это случилось в последнем туре лиги, 22 апреля 1956 года в матче против «Депортиво Алавес» который закончился победой каталонцев со счётом 6:0.
Со следующего сезона, с уходом Доминго, Висенте Трайн стал чаще выходить на поле и в течение четырёх лет он стал бесспорным лидером команды и одним из наиболее выдающихся вратарей испанского чемпионата, именно тогда им заинтересовался «Реал Мадрид». Он играл за «Галактикос» в течение четырёх сезонов, в которых завоевал четыре чемпионских титула, кубок Испании по футболу и два раза становился финалистом Кубка европейских чемпионов. На индивидуальном уровне он по результатам лиги три раза выиграл трофей Саморы для вратарей. За время выступления в Мадриде он также сыграл в национальной сборной.
Учитывая уровень более младших вратарей, таких как Антонио Бетанкорт и Хосе Аракистайн, Висенте Трайн покинул клуб в течение лета 1964 года, вступив в ряды «Мальорки». В клубе он провёл два сезона, прежде чем перейти в «Депортиво Ла-Корунья», где он и закончил свою карьеру в 1967 году.

## Национальная сборная
Дебютировал в сборной 2 апреля 1961 года в товарищеском матче на «Сантьяго Бернабеу» между Испанией и Францией.
Семь раз выходил на поле в матчах сборной Испании. Стал победителем чемпионата Европы 1964 года, не сыграв ни одного матча в финальной стадии.